# Elminster
Elminster Aumar er en troldmand fra Forgotten Realms-universet skabt af forfatteren Ed Greenwood. Han ligner og virker i visse sammenhænge som Merlin, Gandalf og Odin. Elminster var en af de første figurer, som Greenwood lavede til Forgotten Realms. Han indgår i alle de virtuelle spil, men The Elminster Series-romanerne af Greenwood er formodentlig de bedste kilder til information. Nogle af bøgerne er oversat til dansk.

## Den Første Færd
Ed Greenwood har skrevet flere separate serier om Elminster, men den første han skrev hvor man oplever Elminsters barndom er "Elminster" trilogien. Der hører man om hvordan Elminsters familie bliver slået ihjel da han er 12 år gammel af en troldmand på drageryg (Undarl Dragerytter). Elminster sværger hævn og en gammel ridder finder ud af at Elminster faktisk er arving til landets trone. Elminster bliver fredløs og derefter tyv, han gør alt for at dræbe troldmændene, og til sidst bliver han så desperat at han vælger at skænde gudinden Mystra's tempel, hun forvandler ham til en kvinde og får ham til at træde i hendes tjeneste, hun skænker ham uendeligt liv og immunitet mod gift. Elminster ender med at få bugt med troldmændene og i senere bøger bliver han den mægtigste troldmand nogensinde. Han rejser vidt omkring og man hører også om diverse børn, deriblandt Narnra hun er datter af Elminster og en drage, som Elminster havde et forhold til på et tidspunkt (drager kan optræde i menneskeskikkelse) mellem et par af bøgerne.

## Grundlæggende

### Udseende
Elminster optræder som en gråskægget vis mand med bister tone, bevægende øjne og næse som en høg. Han ryger næsten hele tiden en pibe, som sprøjter modbydelige grønne og blå skyer. Elminster kan også skifte form og ændre både alder og køn.

### Personlighed
Elminster fremstår som en vittig, klog og meget charmerende mand. Omvendt har han også dårlige sider. Han kan fremstille sig selv som en typisk faderfigur eller anden stereotyp, alt efter hvilken reaktion han vil have.

### Familie
Ved slutningen af "Elminster's Daughter" fandt man ud af at Elminster havde flere døtre. Udover Narnra Shalace, er de to andre troldkvinden Laspeera og enken Dronning Filfaeril af Cormyr. Han har så vidt der vides ingen kone, men har kontakt til tidligere elskerinder

## Medier
Elminster er en central figur i mange Forgotten Realms udgivelser, idet han som regel optræder som fortæller. Der findes dog sjældent egentlige informationer om ham selv som person.

### Bøger
De væsentligste kilder til information om Elminster, hans opvækst, udviklingshistorie, gerninger og eventyr, er bøgerne The Elminster Series, skrevet af Ed Greenwood. Tre af bøgerne er oversat til dansk:
- "Elminster: The Making of a Mage" (1994)
  - Den Lovløse
  - Den Trolddomskyndige

- "Elminster in Myth Drannor" (1997)
  - Elvernes By
- "The Temptation of Elminster" (1998)
- "Elminster in Hell" (2001)
- "Elminster's Daughter" (2004)
  - Tyv og troldmand
  - Magi og intriger

- "Elminster Must Die" (2010)
- "Bury Elminster Deep" (2011)
- "Elminster Enraged" (2012)
- "The Herald" (2014)
- "Spellstorm" (2015)
- "Death Masks" (2016)

### Blade
Elminster har optrådt i artikler som en vis mand, der afgiver information til en fiktiv interviewer i adskillige numre af magasinet Dragon, som blev skrevet af Greenwood. Han blev brugt som kilde til Greenwoods "Pages from the Mages", hvor adskillige besværgelser blev beskrevet.
Elminster er med i historien "Dragonreach" fra Forgotten Realms-tegneserierne, hvor han hjælper troldmanden Dwalimor Omen med at stoppe en person med drabelige drager. 

### Computerspil
Elminster var i korte træk med som hjælper til hovedpersonen i Baldur's Gate RPG-serie og hans/hendes makker, som begge skulle tjekke deres fremgang og for at informere i Bhaal-krisen.